# Bas (kemi)

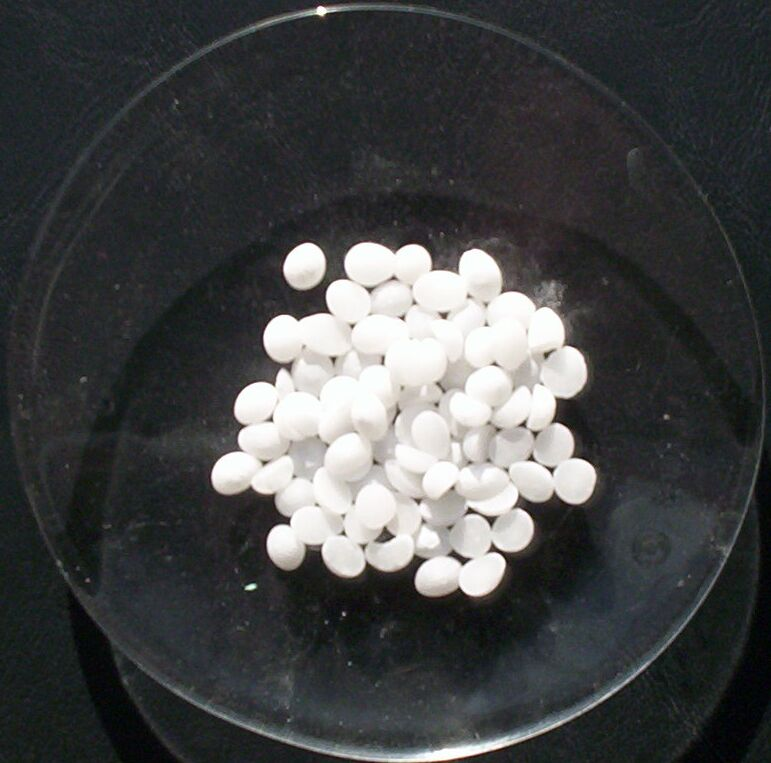
Kaliumhydroxid

Inom kemin är baser en grupp kemiska föreningar med i allmänhet lutaktig smak, som har förmågan att uppta vätejoner varvid de i en vattenlösning ger ett pH-värde över 7, eller mer allmänt, ge bort elektronpar. En sådan lösning kallas basisk, eller alkalisk. Starka baser är frätande. Baser som är lösliga kallas alkalier om de innehåller och släpper ifrån sig hydroxidjoner (OH–) kvantitativt. Styrkan av en bas kan relateras till dess baskonstant.
Olika teorier för syra-basreaktioner har definierat baser på olika sätt. Den äldsta Arrhenius-teorin definierar baser som hydroxidjongivare, vilket bara går att applicera på alkalier. Enligt Brønsted–Lowry-definitionen är en bas en protonacceptor (vätejonsacceptor), medan Lewis mer allmänna teori definierar baser som elektronparsdonatorer, också kallade nukleofiler. (Lewis definition innebär att också andra ämnen än protoner kan räknas som syror.)
Baser kan ses som den kemiska motsatsen till syror. En reaktion mellan en syra och en bas kallas för neutralisation, framför allt i äldre teorier, medan Brønsted-Lowry-teorin föredrar att tala om protolys eller protonöverföring. Baser och syror ses som motsatser eftersom en syras effekt är att öka koncentrationen av oxoniumjoner (H3O+) i vatten, medan baser minskar koncentrationen. Baser och syror finns vanligtvis i vattenlösningar. Dessa lösningar av baser reagerar med vattenlösningar av syror och skapar därmed vatten och salter i lösningarna. I dessa är salterna separerade i sina jonkomponenter.
Exempel på vanliga baser är natriumhydroxid och ammoniak. Metalloxider, hydroxider och speciellt alkoxider är basiska och motanjoner av svaga syror är svaga baser. En bas kan tillsammans med en korresponderande syra (ett syra-baspar) bilda ett buffertsystem.

## Definitioner

### Rouelle
Guillaume-François Rouelle (1703–1770) definierade baser som kemiska föreningar som vid reaktion med syror avger salter. Namnet baser (från grekiskans bas, botten) gav han dem för att de (med undantag av ammoniak) var beständiga vid glödgning vilket syrorna inte var, och att de därför ansågs utgöra själva basen i salterna.

### Arrhenius
Svante Arrhenius definierade en bas som ett ämne som producerar hydroxidjoner (OH−) i vatten. Detta ger till exempel en vattenlösning av natriumhydroxid dess starkt basiska egenskaper. Enligt Arrhenius beror hur basiskt ett ämne är på hur många hydroxidjoner ämnet lämnar. I en stark bas går alla hydroxidjoner som finns eller skulle kunna bildas i lösning, men i en svag bas endast en del av dem. Magnesiumhydroxid (Mg(OH)2) och berylliumhydroxid (Be(OH)2) är svaga Arrheniusbaser eftersom de är svårlösliga i vatten, vilket innebär att få av hydroxidjonerna i kristallen övergår i vattenlösning. Ett närliggande begrepp är basiska oxider, där oxidjonen O2− omedelbart reagerar med vatten för att bilda OH− när den går i lösning:
O2− (aq) + H2O (l) → 2OH− (aq)

### Brønsted–Lowry
Johannes Brønsted och Martin Lowry utvidgade Arrhenius definition genom att definiera en bas som en protonmottagare. En stark bas är fullständigt protonerad i vatten, en svag bas är bara delvis protonerad i vatten. Med denna definition blir hydroxidjonen i sig en bas (liksom oxidjonen), snarare än de ämnen som ger ifrån sig hydroxidjoner i lösning. Hydroxidjoner från magnesiumhydroxid och berylliumhydroxid är lika starka Brønstedbaser som hydroxidjoner från natriumhydroxid. Flera andra ämnen, till exempel ammoniak och aminer, som inte var baser enligt Arrhenius definition är också baser enligt Brønsted och Lowry. Denna definition är vanligast idag.

### Lewis
Gilbert Newton Lewis generaliserade basdefinitionen ytterligare. Som (Lewis)-bas räknas varje elektronpargivare, det vill säga atom eller atomgrupp som har en helt fylld yttersta orbital vars elektroner kan överföras till en ofylld orbital i en annan atom eller atomgrupp (Lewis-syran). En stark bas är en vars benägenhet att avge elektronpar är stark. Begreppet Lewis-bas används både om den enskilda atomen eller atomgruppen och om ämnet som innehåller dem. Lewis definition inbegriper fler ämnen än de andra definitionerna. En Lewis-bas kallas också nukleofil.

## Basicitet
Hur mycket av en bas som krävs för att neutralisera en viss syra har mätts i basicitet. Efter detta antal har syran ansetts vara en-, två-, tre eller flerbasisk. Begreppet har senare helt ersatts av pH-mätningar.
Inom slaggkemin är det viktigt att kunna avgöra egenskaperna hos slaggen vilket oftast görs genom basicitet. Detta mått är då formulerat som bas/syra. Olika basicitetsmått används utifrån empiriska modeller. De vanligaste måtten inom stålindustrin är: 
B2=%CaO/%SiO2 
B3=(%CaO +%MgO)/%SiO2 
B4=(%CaO +%MgO)/(%Al2O3 +%SiO2). 
Även pålagda faktorer med hänsyn till att MgO är svagare bas än CaO används ibland (Bx=(%CaO +0,67%MgO)/(%Al2O3 +%SiO2)). 
I vissa processer av ferrolegeringar används även Bferro=(%CaO +%MgO)/%Al2O3 eller andra anpassade mått.